# Zelluläre Immunantwort
Die zelluläre Immunantwort beschreibt den Teil der erworbenen Immunität, der durch Zytotoxische T-Zellen vermittelt wird. Die zelluläre Immunantwort ist neben der humoralen Immunantwort der zweite Mechanismus der erworbenen Immunität.
Nach einem Kontakt mit einem intrazellulären Antigen können alle eukaryotischen Zellen (Körperzellen mit Zellkern) dieses Antigen in kurze Peptide von acht bis elf Aminosäuren zerlegen und an ihrem Haupthistokompatibilitätskomplex des Typs 1 (MHC1) präsentieren. Dieser Komplex wird durch den CD8-Rezeptor und den T-Zell-Rezeptor an Zytotoxische T-Zellen gebunden. Wenn ein weiteres Signal hinzukommt, z. B. durch einen Kostimulator oder Zytokine (v. a. Interferon-γ und Interleukin-2), schüttet die cytotoxische T-Zelle Perforin aus, das die Zellmembran der gebundenen, präsentierenden Zelle perforiert. Dazu wird auch Granzym B sezerniert, das als Protease die gebundene Zelle verdaut.
Die zelluläre Immunantwort wird auch durch Phagozyten, Natürliche Killerzellen und T-Helferzellen des Typs 1 und B-Lymphozyten verstärkt.